# Ningufoneo

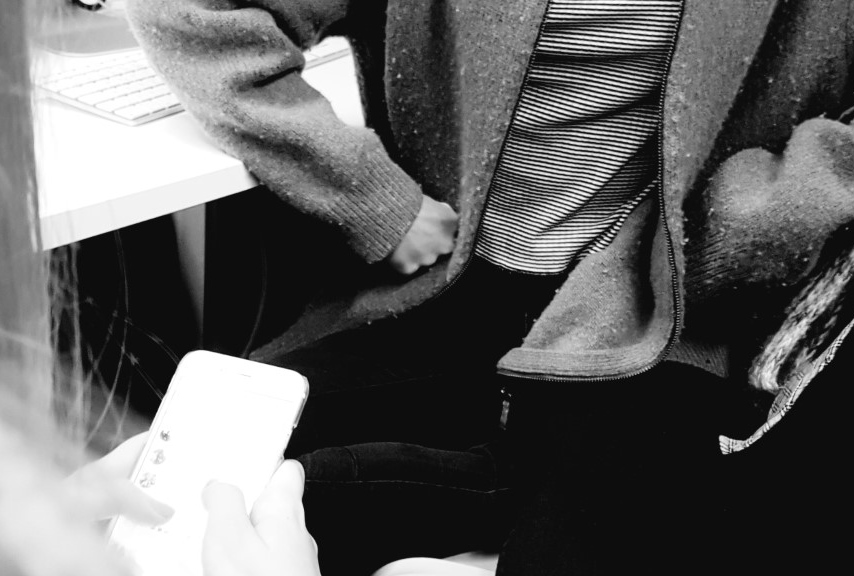
Descripción gráfica del Phubbing

El ningufoneo (en inglés, phubbing) es el acto de ignorar a una persona y al propio entorno por concentrarse en la tecnología móvil, ya sea un teléfono inteligente, tableta, PC portátil, u otro objeto inteligente. Este término apareció en el año 2009, al mismo tiempo que se popularizaron los  teléfonos inteligentes. Constituye un neologismo aún no recogido por el diccionario de la Real Academia Española.
El término se originó en Australia, etimológicamente producto de la unión de las palabras phone (teléfono) y snubbing (despreciar).

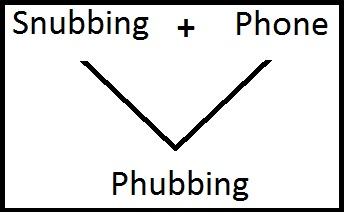
Snubbing + Phone = Phubbing

## Causas
Las principales causas del fenómeno del ningufoneo son las propiedades adictivas que las nuevas tecnologías poseen en un plano psicológico e indirectamente fisiológico. La diseminación de la realidad en diferentes estadios es el resultado de una absorción inicial inducida generalmente por el teléfono inteligente u otro objeto tecnológico personal, provocando esa falta de atención en uno o más estadios de nuestro entorno y centrándonos en el virtual.
En la actualidad, es común ver a niños muy pequeños con un teléfono móvil[cita requerida] y, al no haber educación sobre este tema, resulta complicado erradicar este problema.
Actualmente, el 87% de los adolescentes[cita requerida] prefiere comunicarse vía escrita en vez de cara a cara.

## Estudios
Los estudios en relación con este concepto son escasos y muy básicos debido a su corta, pero previsiblemente larga, existencia. Diferentes universidades europeas y americanas han realizado tesis y ensayos que conjugan la psicología con la tecnología donde ya se empieza a introducir el concepto del ningufoneo en muchos de sus planteamientos.